# 洲先駅
洲先駅（すざきえき）は、兵庫県西宮市東鳴尾町二丁目にある、阪神電気鉄道武庫川線の駅である。駅番号はHS 52。 
1943年（昭和18年）の開業から1984年（昭和59年）の延伸まで、長らく武庫川線の終着駅であった。また北隣の東鳴尾駅とは駅間が400mほどしか離れておらず、営業キロベースでは阪神電気鉄道全線で最短となっている。

## 歴史
開業当初は現在地より南側0.6キロメートルの箇所に位置し、川西航空機鳴尾製作所に隣接していた。これはほぼ現在の武庫川団地前駅の位置に相当する。1948年（昭和23年）の運転再開時に現在の位置に移転。1984年（昭和59年）、ホームを線路をはさんで反対側に移設した（移設前は川側）。
昭和50年代半ばまでは三線軌条を見ることができた。洲先駅の南側にあった武庫川車両工業の工場（現在の武庫川団地前駅周辺）と線路はつながっており、周辺には雑草が生い茂る荒地であった。

### 年表
- 1943年（昭和18年）11月21日：武庫川線開業と同時に、その終着駅として設置[2]。
- 1946年（昭和21年）1月5日：旅客営業休止。
- 1948年（昭和23年）10月10日：旅客営業を再開。
- 1966年（昭和41年）1月20日：当駅を武庫川起点1.7キロメートルから武庫川起点1.1キロメートルに変更[2]。
- 1984年（昭和59年）4月3日：当駅 - 武庫川団地前駅間開業に伴い途中駅となる[2]。
- 1995年（平成7年）
  - 1月17日：阪神・淡路大震災の影響により武庫川線が不通になる[4]。
  - 1月26日：武庫川線運転再開により営業再開[5]。
- 2014年（平成26年）4月1日：駅番号導入[6][7]。

### 駅名の由来
- 駅設置時の地名（武庫郡鳴尾村大字上田字洲先）から採った。ただし、この「洲先」は現在の武庫川団地前駅一帯の字名であり、現在地とは異なる。

## 駅構造
武庫川団地前駅に向かって右側（西側）に単式ホーム1面1線を有する地上駅であり、無人駅である。出入口はホーム両端にそれぞれある。
武庫川団地前駅まで延伸される前は、ホームは線路の東側にあり、駅自体も、現在よりやや南寄りに立地していた。
ICカード（PiTaPa, ICOCA）専用自動改札機・チャージ機以外の自動券売機や自動改札機、自動精算機などはない。下車する際に、普通乗車券や精算券などの回収が必要な乗車券類は、駅出口に設置の集札箱に投入する。なお、ICカード専用改札機はホーム両端にそれぞれ入場用・出場用が各1台設置されている。かつては乗車駅証明書発行機が設置されており、磁気乗車券サイズの乗車駅証明書が発行されていた。また、阪神の駅の中では東鳴尾駅とともにトイレの設備がない。

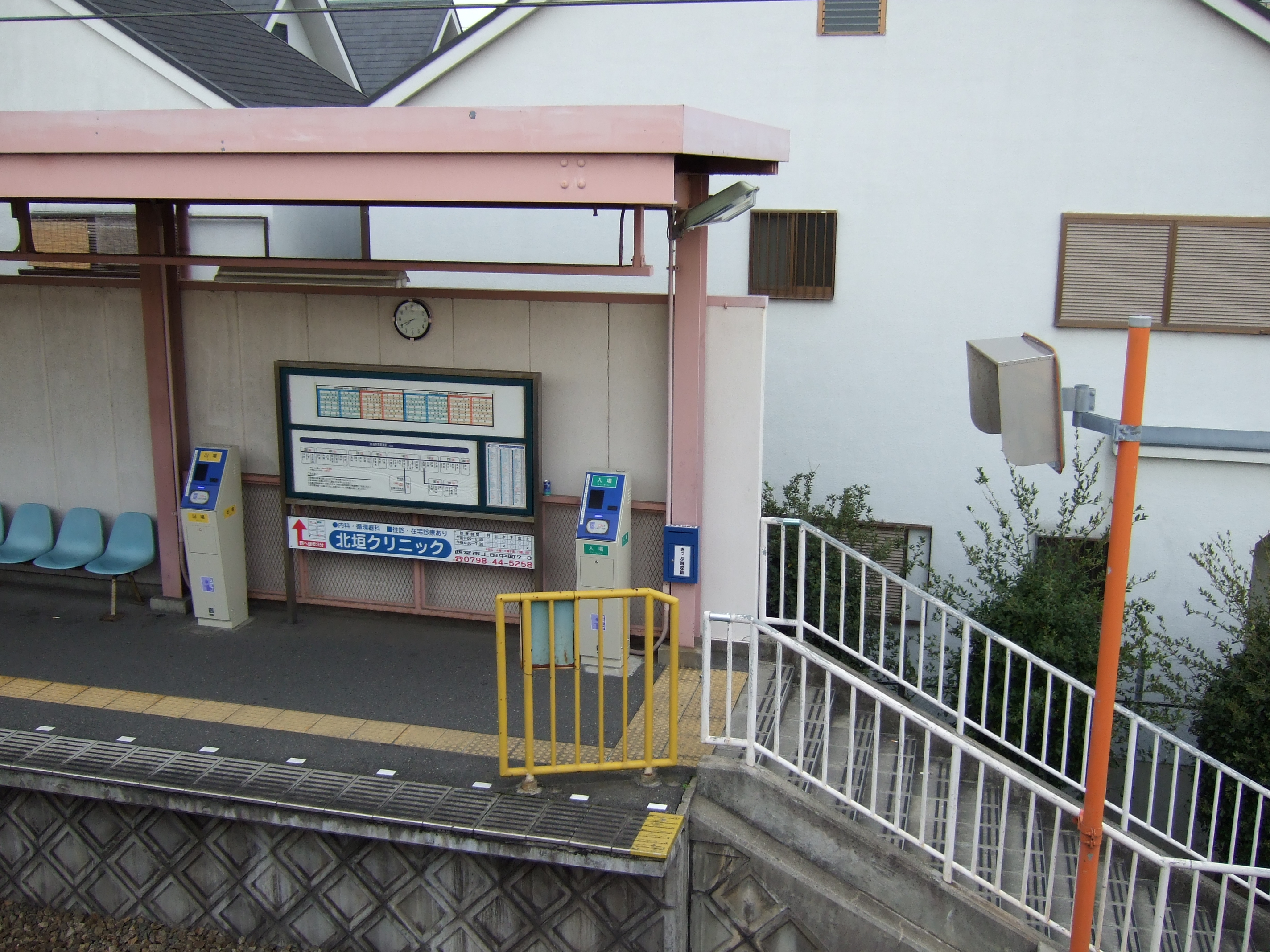
駅北寄り側、武庫川堤防上の道路より。
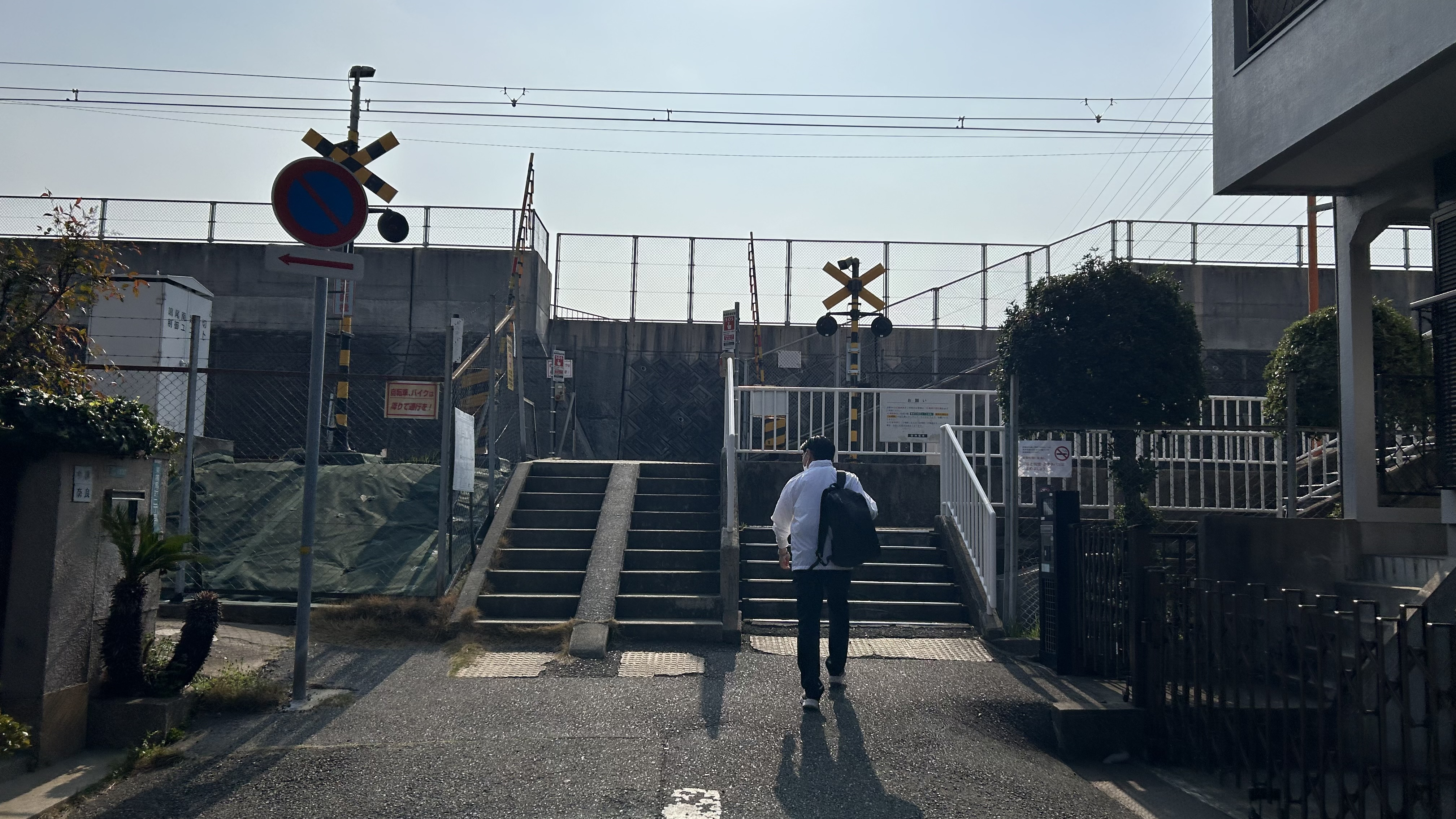
北口
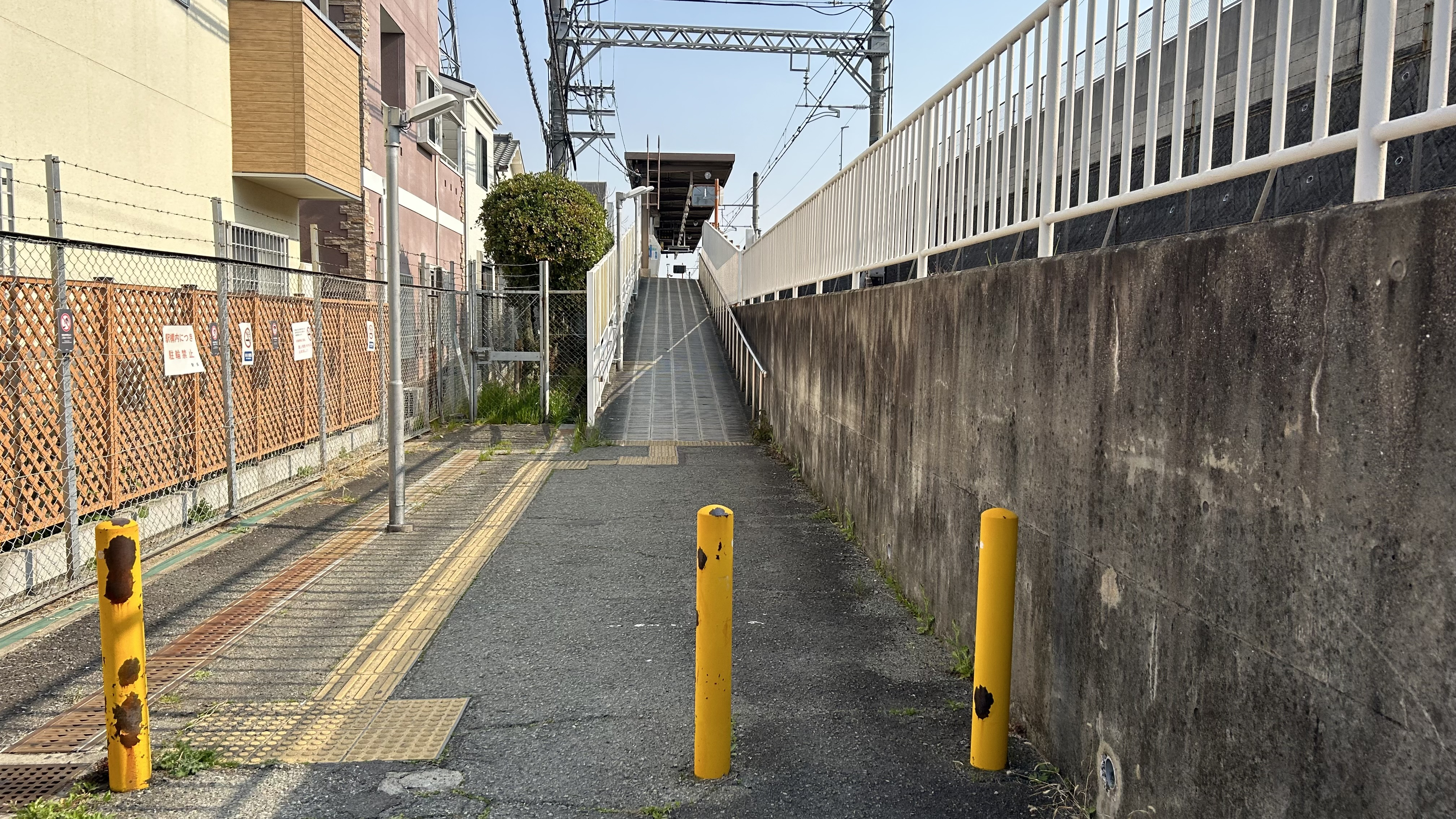
南口
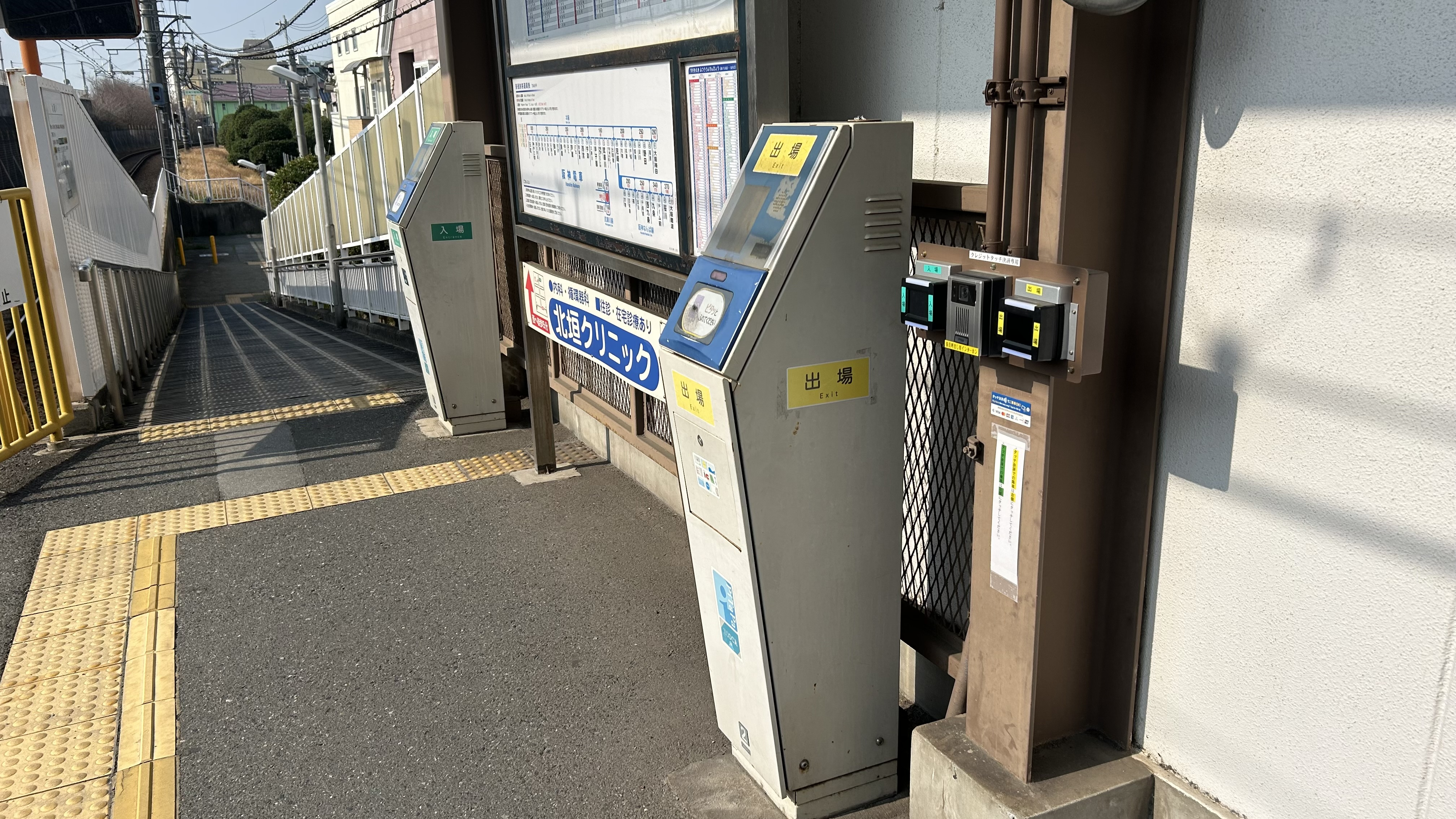
改札機
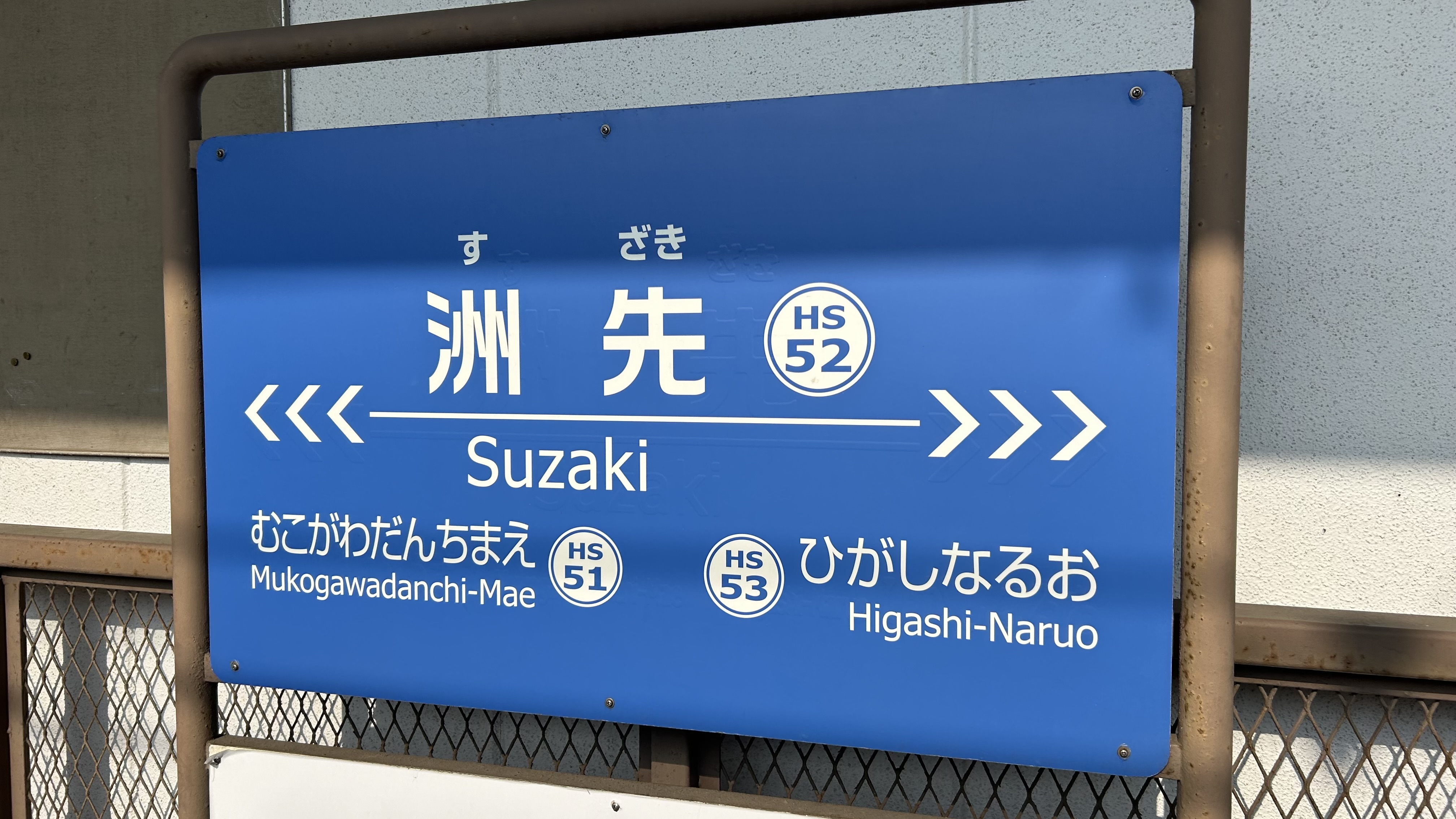
駅名標

## 運賃について
当駅は無人駅のうえ自動券売機、自動精算機はともに設置されていないため、運賃の支払い（乗車券の購入）・精算については、以下のような扱いとなっている。
（注）ここではPiTaPaやICOCA等の対応ICカードを「ICカード」と呼ぶ。
- 阪神本線・阪神なんば線方面へ乗り継ぐ場合
  - 現金の場合 - そのまま乗車し、武庫川駅の中間改札横に設置されている「洲先駅」用自動券売機（左側1台）で乗車券を購入する。その後、中間改札で改札機に乗車券を通す → 本線ホームへと進む。
  - ICカードの場合 - 乗車前にICカード専用改札機（「入場」）にタッチして乗車情報を記録する。武庫川駅の中間改札では改札機にカードをタッチする → 本線ホームへと進む。
  - タッチ決済対応のクレジットカードおよびデビットカード・プリペイドカード、スマートフォン（以下、『タッチ決済』）の場合 - 乗車前に専用カードリーダー（「入場」）にタッチして乗車情報を記録する。武庫川駅の中間改札では、タッチ決済対応の改札機にタッチしたクレジットカード等をタッチする（または、係員を呼び出した上で壁面にあるカードリーダーにタッチして改札機を開扉してもらう） → 本線ホームへと進む。
- 武庫川駅まで乗車する場合
  - 現金の場合 - そのまま乗車し、武庫川駅の中間改札横に設置されている「洲先駅」用自動券売機（左側1台）で乗車券を購入する。その後、中間改札で改札機に乗車券を通す → 出口改札口へと進む。
  - ICカードの場合 - 乗車前にICカード専用改札機（「入場」）にタッチして乗車情報を記録する。武庫川駅の中間改札では改札機にカードをタッチする → 出口改札口へと進む（チャージ残額不足の場合は自動精算機での追加チャージが必要）。
  - タッチ決済の場合 - 乗車前に専用カードリーダー（「入場」）にタッチして乗車情報を記録する。武庫川駅では中間改札と改札口それぞれでタッチ決済対応の改札機にタッチしたクレジットカード等をタッチする（または、係員を呼び出した上で壁面にあるカードリーダーにタッチして改札機を開扉してもらう） → 出場する。
- 東鳴尾駅まで乗車する場合
  - 現金の場合 - そのまま乗車し、運転士に申し出て、乗車券を購入する。
  - ICカードの場合 - 乗車前にICカード専用改札機（「入場」）にタッチして乗車情報を記録する。東鳴尾駅での下車時、ICカード専用改札機（「出場」）にタッチして下車情報を記録する。なお、チャージ残額不足となる場合は、下車時にICカード現金チャージ機（千円札のみ対応）でチャージしてからICカード専用改札機（「出場」）にタッチする。
  - タッチ決済の場合 - 乗車前に専用カードリーダー（「入場」）にタッチして乗車情報を記録する。東鳴尾駅での下車時、専用カードリーダー（「出場」）にタッチして下車情報を記録する。
- 武庫川団地前駅まで乗車する場合
  - 現金の場合 - そのまま乗車し、武庫川団地前駅に設置の自動精算機で現金により運賃を支払い、乗車券を購入する。その後、出口改札口へ進む。
  - ICカードの場合 - 乗車前にICカード専用改札機（「入場」）にタッチして乗車情報を記録する。下車時は、出口改札口の改札機にタッチする。なお、チャージ残額不足となる場合は、下車時にICカードに自動精算機でチャージしてから、出口改札口へ進む。
  - タッチ決済の場合 - 乗車前に専用カードリーダー（「入場」）にタッチして乗車情報を記録する。武庫川団地前駅での下車時、タッチ決済対応の改札機にタッチしたクレジットカード等をタッチする（または、係員を呼び出した上で壁面にあるカードリーダーにタッチして改札機を開扉してもらう） →  出場する。
- 本線・阪神なんば線方面から乗り越し、当駅での下車時に運賃精算が必要な場合
  - 現金の場合 - 武庫川駅での乗り換え時、中間改札横に設置の自動精算機で精算する（精算しないと中間改札を通れない）。
  - ICカードの場合 - チャージ残額不足で武庫川駅の中間改札を通れない場合は、中間改札に設置の自動精算機でチャージしてから中間改札を通る。当駅下車時に残額不足となる場合（武庫川駅までは乗れるが当駅までは不足）は、下車時にICカード現金チャージ機（千円札のみ対応）でチャージしてからICカード専用改札機（「出場」）にタッチする。

## 駅周辺
駅の東方を武庫川が流れている。また、駅のすぐ西側から住宅地となっていて、駅前の商店などはほとんどない。
かつては駅西方1Kmの箇所に阪神電鉄バスの洲先停留所があった。1961年9月に開設され、小曽根線上の上田西町停留所から左折して入り、一方通行で洲先停留所まで運行して左折し向きを北に変え、臨港線との交差点で再度左折して東鳴尾停留所から臨港線に入る循環線として運行されていたが、休止期間を経て1976年8月に廃止された。

## 利用状況
2023年11月の1日平均乗降人員は1,541人であり、阪神電気鉄道の駅では最も乗降人員が少ない。
また、2022年（令和4年）の1日平均乗車人員は822人である。

## 隣の駅
阪神電気鉄道
武庫川線
東鳴尾駅 (HS 53) - 洲先駅 (HS 52) - 武庫川団地前駅 (HS 51)